# Marquard Sebastian Schenk von Stauffenberg
Marquard Sebastian Schenk von Stauffenberg (né le 14 mai 1644, mort le 9 octobre 1693) est prince-évêque de Bamberg de 1683 à sa mort.

## Biographie
Marquard Sebastian Schenk von Stauffenberg vient de la famille Stauffenberg.
Il est d'abord chanoine de Bamberg, Wurtzbourg et Augsbourg puis chantre de la cathédrale de Bamberg.
Après son élection, il soutient les Jésuites et fonde un conseil pour les bâtiments religieux pour les contributions aux paroisses et les subventions des constructions.
Il achète et restaure le château de Greifenstein en Suisse franconienne et construit le château de Seehof. Il meurt après avoir commandé l'extension du château de Giech (de).